# Biathlon na Zimowych Światowych Wojskowych Igrzyskach Sportowych 2017 – sprint drużynowo mężczyzn

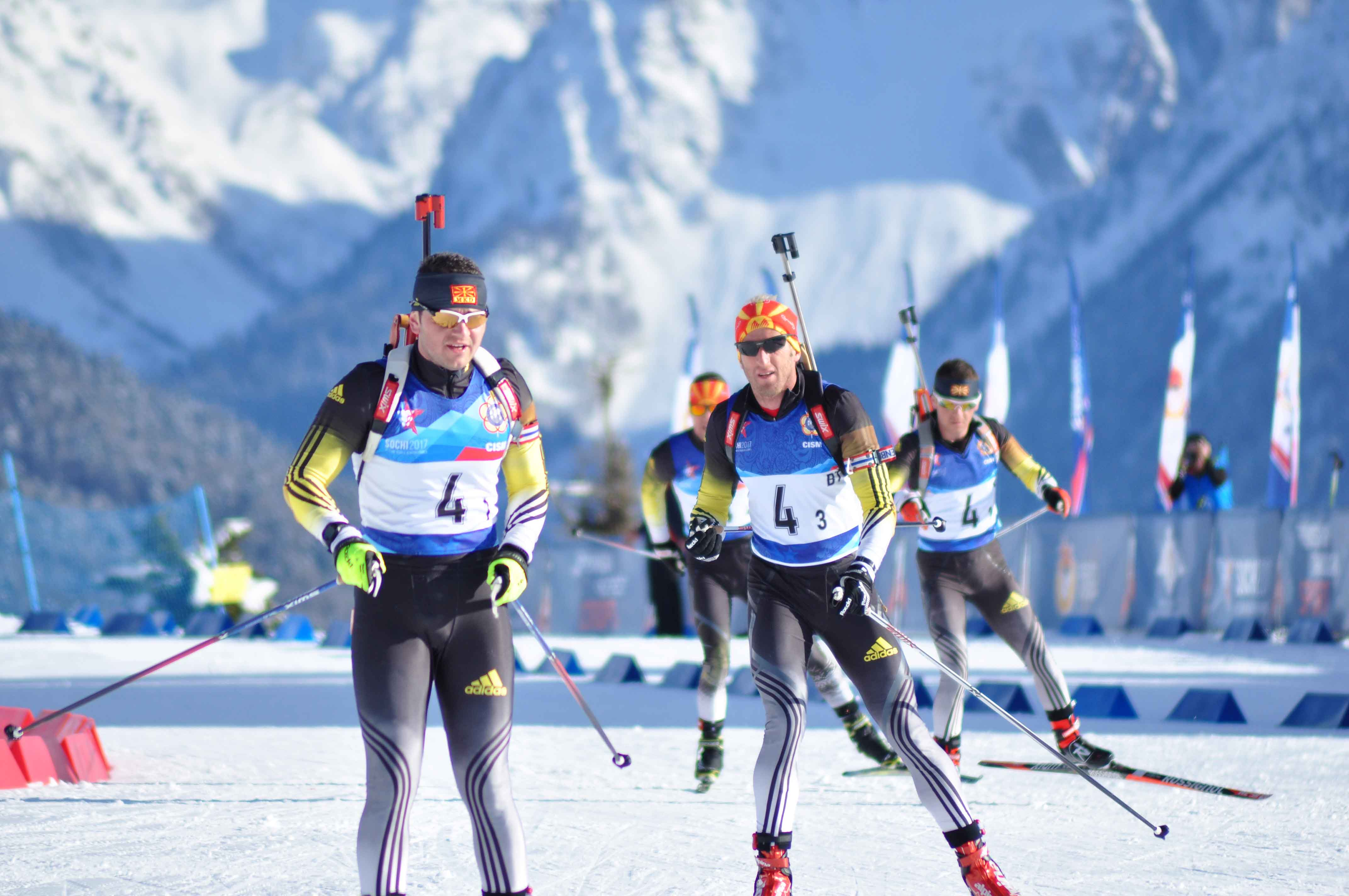
Soczi 2017 Trasa biathlonowa

Sprint drużynowo mężczyzn na 3. Zimowych Światowych Wojskowych Igrzyskach Sportowych – jedna z zimowych konkurencji sportowych rozgrywanych podczas zimowych igrzysk wojskowych na terenie kompleksu narciarsko-biathlonowego „Łaura” w Soczi w dniu 24 lutego 2017.

## Terminarz
| Data                | Godzina (UTC+03:00) | Wydarzenie |
| ------------------- | ------------------- | ---------- |
| 24 lutego 2017(dts) | 13:30               | Finał      |

## Medaliści
| Złoto                                                           | Srebro                                                    | Brąz                                                      |
| Drużyna/Zawodnik                                                | Drużyna/Zawodnik                                          | Drużyna/Zawodnik                                          |
|                                                                 |                                                           |                                                           |
| Rosja · Maksim Cwietkow · Matwiej Jelisiejew · Siergiej Klaczin | Austria · David Komatz · Peter Brunner · Kevin Plessniter | Włochy · Thierry Chenal · Riccardo Romani · Maikol Demetz |